# Дом Иса бека Гаджинского
Дом Иса бека Гаджинского — архитектурная достопримечательность Баку, современный адрес — проспект Нефтяников, 103.

## История
Дом был построен в 1910—1914 годах на набережной Александра II (ныне проспект Нефтяников, 103) на участке, выставленном на торги Бакинским городским кредитным обществом, на которых продавалось имущество несостоятельных должников, и приобретённом Иса-беком Гаджинским. В этом особняке когда-то проживала вся семья бакинского нефтепромышленника и мецената начала XX века Иса-бека Гаджинского: его супруга Хейранса ханум, сыновья Садых бек, Ахмед бек, Али бек и дочь Зибейда ханум. Контора главы семейства была расположена на первом этаже дома. Здесь же, со стороны набережной, располагались магазины Гаджи Аги Усейнова и Абдул-Халыха Алиева.
Дом серьёзно пострадал во время мартовских событий 1918 года. После смерти Гаджинского (1919) и установления в Азербайджане советской власти, на первом съезде народов Востока 1920 года в Баку, дом Гаджинского предложили назвать Домом Народов Востока.
В советское время в этом доме в основном жили партийные работники среднего звена, а также несколько учёных-нефтехимиков.
Во время Второй Мировой войны, в ноябре 1944 года, в этом доме по пути из Тегерана в Москву останавливался генерал Шарль де Голль. Генерал жил на верхнем этаже здания, в апартаментах, предназначавшихся для особо важных гостей, тогда в здании располагался гостевой дом ЦК компартии Азербайджана.
Позднее в этих апартаментах жила семья известного учёного-химика, президента Академии наук Азербайджана Юсифа Мамедалиева. Мамедалиев получил эту квартиру в первые послевоенные годы и прожил здесь до конца своей жизни. Сегодня на фасаде дома Гаджинского установлены мемориальные доски де Голля и Мамедалиева, в самом здании располагаются офисы компаний, а первый этаж фасадной части целиком состоит из брендовых магазинов.

## Структура здания
Здание было построено по проекту М. М. Тер-Крикорьянца, работавшего прежде участковым городским архитектором как раз того участка, где впоследствии был построен дом Гаджинского. Тер-Крикорьянц оставил городскую службу специально для строительства дома Гаджинского, так как по решению Бакинской городской думы городские архитекторы не могли заниматься частными заказами. 
Дом Гаджинского украшают семь шпилей разной высоты. В архитектуре здания сочетаются несколько стилей — готика, барокко, современность и т. д. Угловой фасад украшен башней с декором и мозаичными изображениями в ассирийском стиле.

мемориальная доска Ш. де Голлю
мемориальная доска Ю. Мамедалиеву